# Pinha (voleibolista)
Fábio Paranhos Marcelino (São Paulo, 11 de março de 1973 – 2 de abril de 2025) foi um voleibolista indoor brasileiro  que atuou como ponteiro em clubes nacionais e do exterior, além de servir a Seleção Brasileira, sendo na categoria infanto-juvenil medalha de ouro no Mundial em 1989 nos Emirados Árabes e ouro no Mundial Juvenil de 1993 na Argentina. Pela seleção principal disputou quatro edições da Liga Mundial, sendo medalhista apenas em 1994 e 1995, bronze e prata, respectivamente, além de ser medalha de ouro no Campeonato Sul-Americano de 1995 realizado no Brasil.

## Carreira
Desde as categorias de base, Pinha, já desperta o interesse dos treinadores da seleção brasileira para convocação para os treinamentos em preparação das competições da respectiva categoria. Em 1989, Pinha esteve na primeira edição do Campeonato mundial Infanto-Juvenil, conquistando o ouro de forma invicta.
Foi convocado para disputar o Campeonato Mundial Juvenil realizado em Rosário-Argentina de 1993 e sagrou-se medalha de ouro também nesta categoria.
Jogando pela Rhodia Pirelli, Pinha foi convocado em 1994 pelo então técnico da seleção principal, José Roberto Guimarães, para sua primeira edição de Liga Mundial, vestindo a camisa#7 contribui para a representação brasileira obtivesse o bronze na competição cuja fase final foi em Milão e também disputou o Campeonato Mundial de 1994 sediado em Atenas-Grécia,  finalizando na quinta colocação.
Na temporada seguinte defendeu o Fiat/Minas terminando na quinta posição da Superliga Brasileira A 1994-95, quando também foi convocado para seleção e disputou a Liga Mundial de 1995, novamente vestindo a camisa#5 conquistou a medalha de prata em solo brasileiro, pois, a fase final desta edição deu-se no Rio de Janeiro. E disputou também pela seleção o Campeonato Sul-Americano de 1995 realizado em Porto Alegre-Brasil, conquistando o ouro.
Pinha defendeu na temporada 1995-96 o Frigorífico Chapecó quando terminou na quarta posição, nessa temporada foi campeão Copa do Brasil. Voltou a seleção brasileira em 1996 e disputou a Liga Mundial, desta vez vestindo a camisa#8, terminou nesta edição na quinta posição, cuja fase final foi em Roterdã-Holanda.
Pinha transferiu-se para o Papel Report/Suzano e disputou as competições da temporada 1996-97, quando conquistou o título da Superliga Brasileira A,sendo no ano de 1996 Vice-campeão Paulista, obteve o título do  Pro Sport Volleyball em Campinas, ouro no Flanders Volley Gala na Bélgica e campeão dos Jogos Regionais.
Pinha foi convocado para disputar sua primeira edição dos Jogos Olímpicos de Verão, oportunidade ocorrida em 1996 na cidade de Atlanta-EUA, mas o camisa#8 da seleção não conseguiu chegar as semifinais, Perdendo a chance de brigar por uma medalha olímpica amargando um quinto lugar.
Voltou a servir a seleção em 1997, vestindo a camisa#15 disputou sua quarta edição consecutiva da Liga Mundial, e novamente fica fora do pódio, encerrando na quinta colocação na edição cuja fase final foi em Moscou-Rússia e em 2008 foi campeão do campeonato carioca pelo Olympikus/Telesp.
Defendeu a equipe do Fluminense/Oceânica Seguros na temporada 1997-98, não fazendo uma boa campanha, terminando na décima primeira posição da Superliga Brasileira A, ou seja, em penúltimo lugar. Devido à vida particular de Pinha afetar o seu rendimento em quadra, chegando muitas vezes atrasado aos treinamentos, o então técnico do Fluminense, Marcos Lerbach o dispensou após reincidência.
Dispensado pelo Fluminense, Pinha acerta com o COOP/Santo André e terminou na sexta posição da Superliga Brasileira A. Se transferiu para o voleibol português, onde defendeu o |S.C. Espinho na temporada 1999-00, mas não foi uma boa temporada para Pinha, apesar do título na temporada, o clube só efetuou a metade de um salário, para agravar ele teve que submeter a uma cirurgia no joelho direito, uma astroscopia, e não conseguiu receber os demais salários atrasados, sendo que foi contratado por oito meses, diante disso recorreu a Justiça para garantir seu direito.
Após o “calote” em Portugal, retornou ao Brasil, na tentativa de demonstrar que sua fama de indisciplinado, quando fez parte da seleção olímpica em 1996, não estava focado no vôlei, pela imaturidade só queria saber de diversão, desperdiçando grandes chances, mas estava disposto a provar que buscaria seu melhor voleibol, só precisava de uma chance, e a recebeu por parte do então do técnico Alemão, da equipe Unisul, vice-campeã da Superliga Brasileira A 1999-00, mesmo diante da fama de problemático e alcoólatra, firmou com ele um contrato para muitos de risco, devido ao passado já mencionado do atleta.
Chegou a Unisul com 116 quilos e 23% de gordura no corpo, após um bom trabalho de recuperação, perdeu 16 quilos e passou a ter apenas 9,8% de gordura, diante desta recuperação o técnico Alemão declarou sobre o atleta: "Estamos investindo nele porque o Pinha é um dos maiores talentos que já vi no vôlei nacional".Outro motivo de sua mudança foi o casamento com a atacante de ponta Adriane, estava se readaptando ao voleibol moderno, pois, em Portugal só tinha apenas um treino diário e não fazia musculação.
Na temporada de estreia na Unisul, Pinha esteve com o time na fase final da Superliga Brasileira A 2000-01, terminando no terceiro lugar. Se transferiu para atuar no clube Bento Gonçalves na Superliga Brasileira A 2001-02, terminando na décima primeira colocação, ou seja, a penúltima posição geral. Renovou na temporada seguinte e na  edição da Superliga Brasileira A, referente a temporada  2002-03, conquistou a sexta colocação.
Pinha decidiu mais uma vez sair do país, desta vez foi para o voleibol argentino, onde atuou no Sholem Sonder terminando na Liga A Argentina 2003-04 no oitavo lugar e foi o terceiro maior pontuador. Na temporada seguinte atuou no Rosario Sonder e terminou em terceiro lugar e foi eleito maior pontuador da edição 2004-05. Continuou no Rosario Sonder na temporada 2005-06, sendo campeão da Copa ACLAV e o vice-campeonato da Liga A Argentina, sendo o maior pontuador desta edição.
Defendeu o Chubut Voley na temporada 2007-08, conquistando o segundo lugar  na Copa ACLAV, mesma colocação obtida na Liga A Argentina, sendo eleito segundo maior pontuador. Renovou com o Chubut para temporada 2008-09, quando foi quinto colocado na Liga A Argentina. Disputou a temporada 2009-10 em outro clube argentino, desta vez a equipe do Tigre Vóley, mas terminou na nona colocação da Liga A Argentina.
Pinha morreu no dia 2 de abril de 2025, aos 52 anos. A causa da morte não foi divulgada.

## Clubes
| Clube                       | País      | De   | Até  |
| Rhodia Pirelli              | Brasil    | ?    | 1994 |
| Fiat/Minas                  | Brasil    | 1994 | 1995 |
| Frigorífico Chapecó         | Brasil    | 1995 | 1996 |
| Papel Report/Suzano         | Brasil    | 1996 | 1996 |
| Olympikus/Telesp            | Brasil    | 1997 | 1998 |
| Fluminense/Oceânica Seguros | Brasil    | 1997 | 1998 |
| COOP/Santo André            | Brasil    | 1998 | 1999 |
| S.C. Espinho                | Portugal  | 1999 | 2000 |
| Unisul                      | Brasil    | 2000 | 2001 |
| Bento Gonçalves             | Brasil    | 2001 | 2003 |
| Sholem Sonder               | Argentina | 2004 | 2005 |
| Rosario Sonder              | Argentina | 2005 | 2006 |
| Chubut Voley                | Argentina | 2007 | 2009 |
| Tigre Vóley                 | Argentina | 2009 | 2010 |

## Títulos e Resultados
- 1994- 5º Lugar do Campeonato Mundial (Atenas,  Grécia)[3]
- 1994-95- 5º Lugar da Superliga Brasileira A[4]
- 1995-96- 4º Lugar da Superliga Brasileira A[4]
- 1995-96 – Campeão da  Copa do Brasil[6]
- 1996- 5º Lugar da Liga Mundial (Roterdã,  Países Baixos)[7]
- 1996- Vice-campeão do Campeonato Paulista
- 1996- Campeão do Pro Sport Volleyball
- 1996- Campeão do Flanders Volley Gala ( Bélgica)
- 1996- Campeão dos Jogos Regionais
- 1996- 5º Lugar da Olimpíada (Atlanta,  Estados Unidos)[8]
- 1996-97- Campeão da Superliga Brasileira A[4]
- 1997- 5º Lugar – Liga Mundial de Voleibol (Moscou,  Rússia)[9]
- 1998- Campeão do Campeonato Carioca[6]
- 1998-99- 6º Lugar da Superliga Brasileira A[4][6]
- 1999-00- Campeão do Liga A Portuguesa[6]
- 2000-01- 3º Lugar da Superliga Brasileira A[4][6]
- 2001-02- 11º Lugar da Superliga Brasileira A[4]
- 2002-03- 6º Lugar da Superliga Brasileira A[4]
- 2003-04- 8º Lugar da Liga A Argentina[6]
- 2004-05- 3º Lugar da Liga A Argentina[6]
- 2005-06-Campeão Copa ACLAV[6]
- 2005-06-Vice-Campeão da Liga A Argentina[6]
- 2007-08-Vice-campeão da Liga A Argentina[6]
- 2007-08-Vice-campeão da Copa ACLAV[6]
- 2008-09-5º Lugar da Liga A Argentina[6]
- 2009-10-9º Lugar da Liga A Argentina[6]

## Premiações Individuais
- 2003-04 – 3º Maior Pontuador da Liga A Argentina[6]
- 2004-05- Maior Pontuador da Liga A Argentina[6]
- 2005-06- Maior Pontuador da Liga A Argentina[6]
- 2007-08- 2º Maior Pontuador da Liga A Argentina[6]

## Ligações Externas
- Profile Pinha (en)